# C.C.C.C. (группа)
C.C.C.C. (аббревиатура Cosmic Coincidence Control Center) — японская нойз-группа основанная в 1989 году и играющая по сей день. Состоит из: Mayuko Hino, Ryuichi Nagakubo, Fumio Kosakai и Hiroshi Hasegawa.
Но основной состав состоял из бывшей порноактрисы Маюко Хин (англ. Mayuko Hino) и Хироши Хасэгава (англ. Hiroshi Hasegawa). Хино иногда во время живых выступлений повторяла этот элемент своего прошлого в выступлениях, демонстрируя такие действия, как стриптиз на сцене. Ещё одной скандально известной особенностью их живых выступлений были полиэтиленовые пакеты с мочой, которые бросали в публику. Другие участники время от времени привлекались для работы над отдельными альбомами, но не имели постоянного членства в группе. С эстетической точки зрения группа — и в частности Маюко Хино — выступала за очень эмоциональный и катарсический подход к нойзовой музыке, в отличие от концептуальных и интеллектуальных подходов, отстаиваемых многими европейскими нойз-музыкантами, особенно в поджанре «пауэр-электроникс». Маюко Хино считает, что эмоциональный, а не интеллектуальный подход к нойзу не только создаёт более интересные звуки, но и многое раскрывает личность создателя шума. С точки зрения звука ранние релизы группы были намного тише и менее искажены, чем большинство других японских релизов того времени, из-за живого аналогового характера записей. Более поздние релизы, такие как «Rocket Shrine» и «Love and Noise», однако, взяли психоделическую атмосферу и странные звуки ранних C.C.C.C., но усилили громкость и уровни искажений, чтобы легко стать такими же громкими и резкими, как другие японские нойз-группы. Более поздние релизы группы входят в число наиболее разнообразных по звучанию альбомов нойз-музыки, исследуя невероятное разнообразие звуковых диссонансов, сохраняя при этом неизменно оглушительную громкость. К концу 1990-х группа перестала выступать и записывать музыку. Hiroshi Hasegawa, судя по всему, перешёл к созданию экспериментальной атмосферы, на этот раз в составе Astro. В 1995 году Маюко Хино выпустила альбом под названием Chaos of the Night, в котором также снялась Монте Казацца из «Industrial Records». В 1998 году они выступили в Queen Elizabeth Hall 2 июля во время выступления John Peel Meltdown.